# کانگ هی-چان
کانگ هی-چان (انگلیسی: Kang Hee-chan؛ زادهٔ ) یک بازیکن تنیس روی میز اهل کره جنوبی است. 
وی در مسابقات کشوری و بین‌المللی در مجموع برنده ۲ مدال طلا، ۲ مدال نقره، ۲ مدال برنز شده‌است.